# Boreci
Ne zamenjujte z naseljem: Borejci
Boreci (nemško Woretzen) so naselje v Občini Križevci. Naselje leži na Štajerskem, a je del Pomurske statistične regije.
V vasi je bila leta 1903 zgrajena kapela z zvonikom v neorenesančnem slogu.